# 1958年美英共同防御协定
1958年《美英共同防御协定》（英語：1958 US–UK Mutual Defense Agreement）又称《英美共同防御协定》，全称《美利坚合众国政府与大不列颠及北爱尔兰联合王国政府合作利用原子能共同防御的协定》，是美国和英国的共有核武器双边条约，授权美英两国交换核原料、技术和信息。美国与法国等北大西洋公约组织成员国也订有共有核武器协定，但都不及美英协定全面。协定对英国极具战略价值，订立时任首相的哈羅德·麥美倫称其为“大奖”。
1957年10月4日，苏联发射史普尼克1号，美国公众大为震惊。同年11月8日，英国氢弹计划通过“格斗行动”成功引爆氢弹。虽然第二次世界大战后两国地位始终没有站在同一水平线上，英国无论军事还是经济上都难望美国项背，但事实证明英美特殊关系依然互惠互利。战后英国缺乏足够资源开始一系列设计，所以在核武器项目很快就完全依赖美国。根据1958年7月3日两国签署的共同防御协定，英国可以通过“E计划”获得美军核武器并装备英国皇家空军和莱茵河英国陆军。
根据协定，美国向英国出售完整的核潜艇推进工厂并保持供应十年浓缩铀，英国还通过协定从美国获得其他核原料。1960至1979年，英国共向美国提供约5.4吨钚，换取6.7公斤氚和7.5吨高浓缩铀，但大部分高浓缩铀都用于为逐渐扩大的英国核潜艇部队提供燃料而非研制武器。条约还为《北极星导弹销售协议》铺平道路，英国皇家海军最终取得全套武器系统，“北极星计划”和“三叉戟计划”均用美国导弹装备英国核弹头。
协定至今已十次修订和续签。2024年11月14日，美英兩國確認條約永久生效。

## 背景

### 《魁北克协定》
[[File:Winston Churchill at the Quebec Conference, August 1943 H32144.jpg|thumb|right|{{nowrap|1943年魁北克会议与会者（从左至右）：
- 前排：安东尼·艾登、富兰克林·德拉诺·罗斯福总统、阿斯隆伯爵夫人和温斯顿·丘吉尔
- 后排：阿斯隆伯爵（加拿大总督）、麦肯齐·金（加拿大总理）、賈德幹爵士和布伦丹·布雷肯

]]

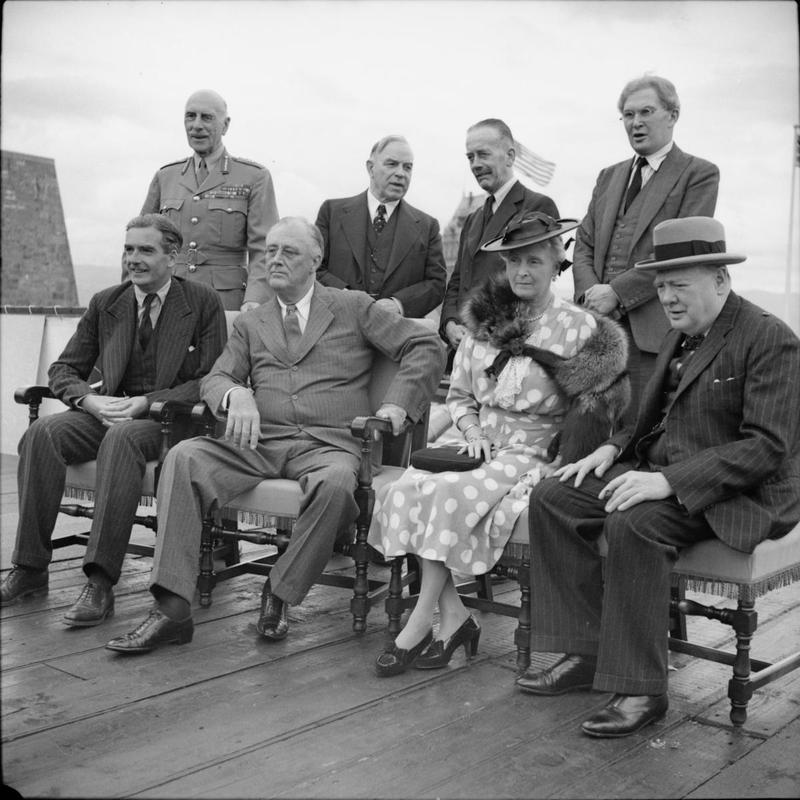
nowrap|1943年魁北克会议与会者（从左至右）：
- 前排：安东尼·艾登、富兰克林·德拉诺·罗斯福总统、阿斯隆伯爵夫人和温斯顿·丘吉尔
- 后排：阿斯隆伯爵（加拿大总督）、麦肯齐·金（加拿大总理）、賈德幹爵士和布伦丹·布雷肯

英国在第二次世界大战早期就有代号“合金管工程”的核武器计划。在1943年8月的魁北克会议上，英国首相温斯顿·丘吉尔和美国总统富兰克林·德拉诺·罗斯福签署《魁北克协定》，把“合金管工程”与美国“曼哈顿计划”合并，设立英、美、加三国共同参与的核计划。协议设立联合政策委员会与联合开发信托（Combined Development Trust）协调各方职能，英国许多最顶尖的科学家参与“曼哈顿计划”。
1944年9月，罗斯福和丘吉尔签署《海德公园备忘录》（Hyde Park Aide-Mémoire），把商业和军事合作时限延长到二战结束后，但罗斯福于1945年4月12日在任上去世，备忘录对之后的行政部门无效，而且这份文件已经遗失。1945年6月，英国陆军元帅亨利·梅特兰·威尔逊爵士在联合政策委员会的会议上指出，备忘录的美方副本已经丢失。《魁北克协定》明确规定，未经两国同意，不得对其他国家使用核武器。7月4日，威尔逊代表英国同意使用核武器攻击日本。8月8日，英国首相克莱门特·艾德礼在发给哈里·S·杜鲁门总统的信息中称，他和杜鲁门都是“控制这种强大力量的政府首脑”。

### 杜鲁门政府
英国政府认为两国在核技术上取得的进步属于共同发现，相信美国会继续分享。1945年11月9日，艾德礼与加拿大总理麦肯齐·金前往哥伦比亚特区，与杜鲁门商讨将来在核武器和核能领域的合作。三人于1945年11月16日签署意向备忘录，加拿大成为正式合作伙伴，同时取消《魁北克协定》中先经两国同意才能对他国使用核武器的规定，改为“事先协商”。备忘录称各国会“在核能领域充分而有效地合作”，但英国人很快便大失所望，真正落实的只有“基础科学研究领域”。
《美国1946年原子能法》（United States Atomic Energy Act of 1946）为两国技术合作划上句点，该法禁止把“限制数据”传递给美国的盟友，违者最高可判极刑。这在一定程度上导致英国物理学家艾伦·纽恩·梅（Alan Nunn May）于1946年2月因间谍罪被捕，此时法案尚在美国国会辩论。英国担心孤立主义会在美国死灰复燃，英国会失去大国地位，于是不得不重启自家核发展计划，代号“高爆研究”（High Explosive Research）。
根据战时分享协定，截至1947年，联合开发信托已在兰开夏普雷斯顿附近的斯普林菲尔兹（Springfields）储存1900吨比属刚果运来的铀矿石，其中1370吨归英国使用。为取得铀矿投入自家核武器计划，美国开启谈判，双方权宜之下妥协，于1948年1月7日签订协议。新协议正式中止过去的所有协定，《魅北克协定》也不例外。美国使用核武器前无需再与英国协商，但美、英、加三国间还是可以有限地共享技术信息，同时联合政策委员会和联合开发信托继续运作，不过联合开发信托更名联合开发署。
1949年，美方提出只要英国同意削减原子弹计划，就能使用美国生产的原子弹。英国原本的目标时间是1952年，美国人的提议可以让英国拥有核武器的时间大幅提前。只有战争所需的原子弹部件才会存放在英国，其余的都将放在美国和加拿大。英国最终拒绝美方提议，理由是“如此重要的武器却要依靠他国供应，这不符合我们一流强国的地位”。
英国反过来提议限制本国核武计划，换取美国的核武器。美国多名政府要员对此强烈反对，其中包括美国原子能委员会的刘易斯·斯特劳斯（Lewis Strauss）、联邦参议员伯克·希肯卢珀（Bourke B. Hickenlooper）和原子能联合委员会（Joint Committee on Atomic Energy）的阿瑟·范登堡。与此同时，英国物理学家、原子间谍克劳斯·富赫斯于1950年2月2日被捕，引发美国对安全问题的担忧，英国的提议夭折。1951年6月，曾于1947年1月至1948年8月作为英方人员加入联合政策委员会的唐纳德·麦克林叛逃苏联，导致美国更加难以信任英国的安全防范制度。

### 艾森豪威尔政府
1952年10月3日，英国通过“飓风行动”在西澳大利亚州引爆首枚原子弹。英国原子弹虽比美国1946年的水平要高，但在核武技术上仍落后美国好几年。11月1日，美国引爆“常春藤麦克”，这也是人类历史上首次成功试验真正的热核武器（又称“氢弹”）。原子能联合委员会认为，美国基本上不能从向英国分享核技术中得到好处。面对常春藤麦克，苏联于1953年8月12日引爆助爆型裂变武器（Boosted fission weapon）RDS-6还以颜色。得知苏联举动后，1953年1月宣誓就职的新总统德怀特·艾森豪威尔通知国会，认为《美国1946年原子能法》已经过时，而且是“美国历史上非常可悲的不幸事件”，他本人甚至“感到羞愧”。
1953年12月，艾森豪威尔和1951年10月25日再度当选首相的丘吉尔会晤，商讨能否在战时让英国使用美国的核武器，“E计划”便是由此诞生。英国飞机装载美国核弹前，两国还需要解决大量技术和法律问题。美国必须披露核弹重量和尺寸，核弹交付还需提供弹道相关数据。接下来两国尚需解决保管、安全和目标定位问题，这些信息的发布都受到《美国1946年原子能法》限制。
1954年8月30日，美国颁布《1954年原子能法》（Atomic Energy Act of 1954），允许该国与其他国家交流更多信息，为1955年6月15日签署的共同防御目标原子信息合作协定铺平道路。1956年6月13日，两国达成新协议，向英国提供核潜艇推进技术，这能为英国政府省下亿万研究和开发成本。原子能联合委员会对此举是否符合《1954年原子能法》，以及英国是否达到1955年协定要求的安全标准争论不休。随着1956年总统大选临近，艾森豪威尔不得不撤销提议。
1956年10月的苏伊士运河危机导致英美关系陷入低谷。次年3月，艾森豪威尔在百慕大与英国新任首相哈羅德·麥美倫面谈，提议在英国部署美国远程弹道导弹，这便是日后的“艾米丽计划”（Project Emily）。两人还曾讨论用英国卡德霍尔（Calder Hall）核电厂信息换取美国核潜艇推进技术，准许英国原子能管理局（United Kingdom Atomic Energy Authority）从加拿大购买铀矿石，协调英国皇家空军轰炸机司令部和战略空军司令部的作战计划。
苏伊士运河危机是在美英两国开展远程弹道导弹系统谈判后爆发，但英国政府正好可以通过大力宣传该协议来证明两国间的裂痕已经修复。英国氢弹计划决定在圣诞岛发起“格斗行动”（Operation Grapple）引爆氢弹，美国对该岛有领土主张，英国的测试得到美国大力推动。第一次引爆没有成功，但11月8日的“格斗号”终于达成预想结果。

## 谈判

### 史普尼克危机
英国成功开发氢弹时，两国谈判正好重启。1957年10月4日，苏联发射人类历史上首枚人造卫星史普尼克1号，美国公众对此大为震惊。他们满以为祖国拥有技术优势，能确保国家所向披靡，没想到突然之间就有无可争议的证据表明，苏联至少在某些领域领跑全球。采取措施应对史普尼克危机的呼声此起彼伏，波及范围越来越广，美英政府高官认为这是改善两国关系的绝佳机遇。经英国驻美国大使哈罗德·卡西亚爵士（Sir Harold Caccia）提议，麥美倫于10月10日致信艾森豪威尔，敦促两国整合资源，以达成从“军事、经济和政治”各方面应对苏联挑战的目标。
10月25日，麥美倫飞抵哥伦比亚特区谈判。他担心10月10日导致重大灾难的溫斯喬火災会成为谈判的绊脚石，因为这场火灾表明英国在核安全问题上还不够专业，而且对于反对与英国合作的美国人来说，这无疑是非常有力的论据。他下令只保留必须的火灾报告，其他的和印刷字模一起销毁。麥美倫很快发现美国人对史普尼克1号十分紧张，导致艾森豪威尔政府受到极大的公众压力，要求他们采取行动部署远程弹道导弹，安抚震惊且心急如焚的民众。
艾森豪威尔和麥美倫同意组建英国国防部常务次长理查德·鲍威尔爵士（Sir Richard Powell）和美国国防部副部长唐纳德·夸勒斯（Donald A. Quarles）领头的研究小组，考虑如何尽快在英国部署远程弹道导弹。斯特劳斯和英国原子能管理局局长埃德温·普洛登爵士领导另一个研究组，考察核合作及核信息交流问题。普洛登和斯特劳斯发展出良好私交，对斯特劳斯转变观念，同意向英国提供信息至关重要。
12月，部署远程弹道导弹的大部分问题都已解决，正式协议在当月17日制订，但直到月底双方才确定英国将获得雷神导弹，而非朱庇特导弹。核潜艇推进系统的谈判遇到困难。根据1956年7月的协定和1957年2月艾森豪威尔的指示，英国皇家海军军官已参与美国海军的核潜艇项目研究。1957年10月，核潜艇项目负责人海曼·里科弗海军上将认为用于核潜艇发射远程弹道导弹的北极星导弹部署已进入关键时刻，但问题多多的英国人会令项目进度放缓，进而导致国会偏向陆基导弹。同年12月，英方联络官员已多次投诉他们提出的问题不能得到及时解答。里科弗提议，授权西屋电气公司向皇家海军出售核潜艇反应堆，这样英国就可以马上开始建造自已的核动力潜艇。英国政府对此喜出望外，因为这无疑能省下大笔开支。

### 修改《美国1946年原子能法》
英国希望放宽《美国1946年原子能法》对核合作的限制，了解核弹重量和尺寸、保险和点火顺序、安全特征和飞行程序。这些信息对英国“三V轰炸机”携带美国核弹，或是英国蓝纹导弹装配美国核弹头至关重要。此外，如果没有美国提供核武器，英国就必须在国际社会已经暂时禁止的局势下坚持核试验，进而引起国内政治局势动荡，浪费亿万英镑资金。英国人清楚自己的需求，但美国人对提供什么无法达成共识。美国国务卿约翰·福斯特·杜勒斯担心两国特殊关系可能导致美国与其他盟友的关系复杂化。斯特劳斯认为原子能联合委员会不大可能认可向英国提供氢弹机密的提议，根据他的建议，修改法案的条款语义含糊，既能授予总统足够权力，又不至引起国会强烈反弹。艾森豪威尔宣布美英两国“相互依存”，承诺会要求国会修改《美国1946年原子能法》。
艾森豪威尔争取到原子能联合委员会主席卡尔·T·达勒姆（Carl T. Durham）的支持，这对事态进展有举足轻重的影响。1957年12月3日，总统与国会领袖会面，希望未来能有更多自由裁量权来与包括英国在内的北大西洋公约组织盟国合作，此后，美国政府也的确与澳大利亚、加拿大和北约谈判并达成协议。艾森豪威尔此时尚未下定决心全力推动修改《美国1946年原子能法》，但极力反对的克林顿·安德森（Clinton Anderson）参议员依然没有得到多少同僚支持。1958年1月27日，斯特劳斯将行政部门的立法建议发给达勒姆。1月29至31日，原子能联合委员会下属的协议与合作小组委员会经主席约翰·帕斯托（John Pastore）主持召开听证会，夸勒斯和国防部原子能事务助理部长赫伯特·洛珀（Herbert Loper）必须回答有关核武器擴散的尖锐提问。苏联显然已经领先，英国也已独立研发出氢弹，所以此前一直令美国人裹足不前的英国信息安全问题此时似乎已经没那么重要，但是，原子能联合委员会反对提案中用钚换取英国铀-235的条款，因为美国生产钚的平均成本为每克30美元，而英方每克的平均成本只有12美元。
6月19日，修改《美国1946年原子能法》的法案在美国众议院通过，但附有多项调整。根据这些调整，美国只能与核武器领域取得实质进展的国家交流数据，也只能向这些国家转让核武器的无核部件实物。美国核武器在战时只能由美国保管，不能移交盟国。法案允许出售潜艇核反应堆及其他军用反应堆和所需的核燃料，此时只有英国符合上述“取得实质进展”的条件。法案于1958年6月30日在国会通过，再经艾森豪威尔同年7月2日签字成为法律正式生效。7月3日，杜勒斯与英国駐美大使館公使胡德子爵（The Viscount Hood）在哥伦比亚特区签署1958年《美英共同防御协定》，国会于7月30日批准。

## 履行

### 协定详情
协定授权美英两国交换机密信息，实现提升双方“核武器设计、开发和制造能力”的目标。美国与部分北约盟国及其他国家也订有共有核武器协定，但都不及《美英共同防御协定》全面。麥美倫称其为“大奖”。
条约第二条涵盖共同制定防御计划、共同训练使用和防范核武器的人员、共享情报并评估敌方实力、开发核运载系统，研究、开发和设计军用反应堆。条约要求，各方交换“核武器机密信息前应与另一方协商，确定这些信息在提高接收方的核武器设计、开发和制造能力方面是否必要”。美国传递的核武器信息需与英国核武器类似，短期内不传递热核武器信息。协定还涵盖机密情报事务。英国政府没有公布这些“有必要高度保密”的部分，因为这些信息有可能推动其他国家拥有核武器，即可能导致核扩散。
第三条规定美国向英国出售完整的核潜艇推进工厂，并保持供应十年浓缩铀。考虑到原子能联合委员会提出的价格问题，美国原子能委员会将为英国购买高浓缩铀定价。条约没有授权美国向英国提供核武器的无核部件，但在1959年5月7日修订后放开，同时授权美国提供钚、高浓缩铀和氚等特殊核物质。条约为两国1963年4月6日签署《北极星导弹销售协议》（Polaris Sales Agreement）打下基础，两份协议共同成为“英美近60年核关系历史的基石”。

### 核武器开发
美国原子能委员会邀请英国政府派代表前往哥伦比亚特区，参加1958年8月27到28日的细节商讨系列会议。美方代表包括原子能委员会副主席威拉得·利比、洛珀、原子能委员会军事应用董事艾尔弗雷德·斯塔伯德（Alfred Starbird）少将、洛斯阿拉莫斯国家实验室主任诺里斯·布拉德伯里、劳伦斯利佛摩国家实验室主任爱德华·泰勒，以及桑迪亚公司总裁詹姆斯·W·麦克雷（James W. McRae）。英方代理分别是国防部首席科学顾问弗雷德里克·布伦德里特爵士（Sir Frederick Brundrett）、国防部官员维克多·麦克伦（Victor Macklen），还有来自阿尔德马斯顿（Aldermaston）原子武器科学研究中心的威廉·彭尼爵士（Sir William Penney）、威廉·库克爵士（Sir William Cook）和··纽利（E. F. Newly）。美方在会上披露九种核武器设计的详细信息，分别是Mark 7型、Mark 15型/Mark 39型、Mark 19型、Mark 25型、Mark 27型、Mark 28型、Mark 31型、Mark 33型和Mark 34型。英方投桃报李，提供七种自家核武器的细节，包括“绿草”、8月22日“格斗号”试验中引爆的助爆型裂变武器“三角旗”（Pennant）、计划9月2日试验的二级核装置“旗杆”（Flagpole），计划9月23日试验的“燕尾旗”（Burgee），以及三级核武器“升降索三号”（Halliard 3）。美方对英方设计的成熟程度颇感意外，特别是“升降索三号”的加重版“升降索一号”。库克为此决定把“格斗号”项目由发射“升降索三号”改为“升降索一号”。为此麥美倫在日记中不无自豪地写道：
许多方面我们与美国友人齐头并进，有些甚至更加先进。他们本以为所谓的信息交换完全只是“给予”（然而事实并非如此）。他们热切期盼我们完成自己的（核武）系列，特别是最后的兆吨级，对其新颖的特点非常感兴趣。
通过共同防御协定，英国能把W28核弹头“英国化”，成为蓝钢导弹配备的“红雪”核弹头。英国设计师对28深感钦佩，不但比“黄太阳”配备的“绿草”更轻，而且在使用昂贵的裂变材料方面更加划算。“黄太阳” 2型配备“红雪”的成本为50万英镑， 1型装配“绿草”则要耗费120万英镑。1974年中央情报局的核扩散局势评估认为：英国在核领域及导弹领域的许多敏感技术都源自美国提供的技术，不能在没有美国许可的情况下合法传递。英国审计署指出，该国“三叉戟计划”大部分弹头都是在美国开发和生产，特殊材料和“某些与弹头有关的组件和服务”都由美国供应。美国海军三叉戟导弹配置的W76弹头设计与爆炸模型数据均已提供给英国，有证据表明英国三叉戟系统的弹头设计与76类似，甚至很可能就是直接根据76设计。
英国缺乏足够资源开展一系列设计，所以在核武器方面很快就完全依赖美国。条约确保英国能通过“计划”获得美军核武器并装备皇家空军和莱茵河陆军，还能通过“艾米丽计划”获得雷神导弹。1962年3月1日，英国首次在美国内华达试验场开展地下核试验，此后英国继续在美国核试验，直至1992年10月突然被乔治·H·W·布什总统叫停。不过，重大次临界核试验仍在继续，并以2002年的“纳特纳测试”（Etna test）和2006年的“喀拉喀托测试”（Krakatau test）最为知名。

### 特殊核材料交换
根据协定，英国1960至1979年共向美国提供5.37吨钚，换取6.7公斤氚和7.5吨高浓缩铀，双方还交换过470公斤钚，但原因仍属机密。1962年，美国在人类历史上唯一一次反应堆级钚核武器试验中使用部分英国生产的钚。部分送往美国的钚是在英国民用镁诺克斯反应炉生产，美方保证不会把这些钚用于美国核武器项目，后来用于包括锎生产和反应堆研究在内的民用项目。
英国三叉戟核弹头使用的部分可裂变物质是从美国购买，但美方提供的大部分高浓缩铀都用于为逐渐扩大的英国核潜艇部队提供燃料而非武器。根据条约，美方向英方提供的不仅是核潜艇推进技术，还有用于驱动美国鲣鱼级核潜艇的完整反应堆，后用在皇家海军第一艘核潜艇无畏号（HMS Dreadnought）上。无畏号于1960年下水，1963年开始服役，使用浓缩至93%到97%的铀-235作为燃料。西屋电气公司把反应堆技术传递给劳斯莱斯公司，成为英国英勇级（Valiant-class）、决心级、丘吉尔级（Churchill-class）、迅敏级（Swiftsure-class）和特拉法加级核潜艇配备反应堆的基础。
英国生产高浓缩铀的设施位于卡彭赫斯特（Capenhurst），但这里从1963年3月开始不再生产军用核材料。此后英国从澳大利亚、加拿大、纳米比亚、南非、美国和扎伊尔进口二氧化铀，在斯普林菲尔兹经处理生成六氟化铀后运往美国俄亥俄州，在派克县附近的朴茨茅斯气体扩散厂浓缩处理，所获高浓缩铀再用皇家空军的飞机运回英国。1994年朴茨茅斯气体扩散厂关闭在即，条约经修订从美国“提供”改为“安排”铀浓缩服务。截至2002年3月，英国的高浓缩铀库存已达21.86吨，可供皇家海军现有核潜艇约80年所需。

### 联合工作组
1959年，两国根据条约至少设立15个联合工作组，至今绝大多数信息交换都是通过这些工作组达成。工作组已研究的主题包括：
一站式安全、计算机代码、铍的冶金和制造技术、铀和钚、水和水蒸汽对铀的腐蚀、地下效果测试、外太空测试、秘密测试、锂化合物技术、高爆炸药、氘监测仪、钚火灾灭火、高速摄像机、机械安全、液体和固体炸药冲击引爆、环境感测开关、中子源、氚库存、遥测、球对称和柱对称问题与流体动力学和冲击之间的关系、核截面、放射化学、原子爆破弹药、弹头硬化、不对称爆炸、恐怖主义核威胁响应、核武器事故和核废物管理。
2007至2009年间，英国原子武器科学研究中心的工作人员已经到美国核设施参观学习2000人次。截至2014年，两国还有两个增强协作共同开发项目：
- 增强核安全——为弹头安全开发驾构和技术；
- 弹头电气系统——开发弹头电力系统驾构和技术。[110]

### 互惠互利
虽然第二次世界大战后两国地位始终没有站在同一水平线上，英国无论军事还是经济上都难望美国项背，但事实证明英美特殊关系依然互惠互利。历史学家罗娜·阿诺德（Lorna Arnold）声称：
双边交流的优势平衡必然对英国有利，但这也不是一面倒的。英国在电子和高爆物为代表的部分领域足以同美国并驾齐驱，有些甚至更加先进。英国还在许多领域贡献思路，令包括泰勒在内的美国科学家深感钦佩。
1985年，美国国务院情报与研究局（Bureau of Intelligence and Research）发布报告指出，美国“全力投入条约履行并从中受益匪浅”。

## 续约
条约在1959年5月7日、1968年9月27日，1969年10月16日、1974年6月22日、1979年12月5日、1984年6月5日、1994年5月23日和2004年6月14日修订，其中大部分只是把条约期限延长五或十年，也有一些小变动或新增定义。2014年7月22日，兩國把条约有效期延至2024年12月31日，同时微调“三叉戟计划”。2024年7月25日，鑑於條約即將到期，英國政府提出修訂建議，包括刪除條約到期條款，以及確保即使任何一方終止條約、但根據條約共享的資訊、材料或設備仍會繼續受到保護。同年11月14日，美英兩國確認修正案生效，條約永久有效。

2004年，英美安全资讯委员会（British American Security Information Council）取得的法律意见认为，续约协定有违《不扩散核武器条约》第六条，该条约要求签署国采取措施实现核裁军，但英国政府不接受这种看法。曾于2012至2014年担任外交和联邦事务高级国务大臣的女男爵于2014年7月发言表明政府立场：
我们致力于实现全世界都没有核武器的目标，而且坚信实现目标的最佳方法是在《不扩散核武器条约》框架内一步步通过谈判逐步裁军。英国在核裁军方面拥有良好记录，而且会继续走在与国际社会一起控制核扩散的最前线，在多边核裁军方向取得进展。无论过去还是未来，《英美共同防御协定》都会一直遵循我们对《不扩散核武器条约》的义务。

### 脚注
1. 1 2  Macmillan 1971，第323頁.
2. ↑  Gowing 1964，第108–111頁.
3. ↑  Hewlett & Anderson 1962，第277頁.
4. ↑  Hewlett & Anderson 1962，第285–286頁.
5. ↑  Gowing 1964，第236–242頁.
6. ↑  Gowing 1964，第340–342頁.
7. ↑  Paul 2000，第72–73頁.
8. ↑  Hewlett & Anderson 1962，第457–458頁.
9. ↑  Gowing 1964，第372頁.
10. 1 2  Goldberg 1964，第410頁.
11. ↑  Hewlett & Anderson 1962，第372–373頁.
12. ↑  Gott 1963，第240頁.
13. ↑  Gowing & Arnold 1974a，第73–77頁.
14. ↑  Gowing & Arnold 1974a，第92頁.
15. ↑  Paul 2000，第80–83頁.
16. ↑  Hewlett & Anderson 1962，第468頁.
17. ↑  Gowing & Arnold 1974a，第106–108頁.
18. ↑  Gowing & Arnold 1974a，第105–108頁.
19. ↑  Gowing & Arnold 1974a，第181–184頁.
20. ↑  Cathcart 1995，第23–24, 48, 57頁.
21. ↑  Gowing & Arnold 1974a，第358–360頁.
22. 1 2  Botti 1987，第34–35頁.
23. ↑  Gowing & Arnold 1974a，第245–254頁.
24. ↑  Hewlett & Duncan 1969，第281–283頁.
25. ↑  Gowing & Arnold 1974a，第352–353頁.
26. ↑  Hewlett & Duncan 1969，第285頁.
27. ↑  Hewlett & Duncan 1969，第307–308頁.
28. ↑  Hewlett & Duncan 1969，第310頁.
29. ↑  Gowing & Arnold 1974a，第281–283頁.
30. ↑  Baylis 1995，第75頁.
31. ↑  Hewlett & Duncan 1969，第309–310頁.
32. ↑  Hewlett & Duncan 1969，第312–314頁.
33. ↑  Botti 1987，第74–75頁.
34. ↑  Gowing & Arnold 1974b，第493–495頁.
35. ↑  Gowing & Arnold 1974b，第474–475頁.
36. ↑  Arnold & Pyne 2001，第16–20頁.
37. 1 2  Arnold & Pyne 2001，第27–30頁.
38. ↑  Gowing & Arnold 1974b，第498–500頁.
39. 1 2  Baylis 2008，第429–430頁.
40. 1 2  Paul 2000，第200–201頁.
41. ↑  Farmelo 2013，第372–375頁.
42. ↑  Young 2016，第200–201頁.
43. ↑  Botti 1987，第140–141頁.
44. ↑  Botti 1987，第147–149頁.
45. ↑  Botti 1987，第161–164頁.
46. ↑  Botti 1987，第171–174頁.
47. ↑  Botti 1987，第174–177頁.
48. ↑  Young 2016，第98–99頁.
49. ↑  Botti 1987，第180–181頁.
50. ↑  Young 2007，第8頁.
51. 1 2  Baylis 1994，第166–170頁.
52. ↑  Botti 1987，第159–160頁.
53. ↑  Arnold & Pyne 2001，第147頁.
54. ↑  Arnold & Pyne 2001，第160–162頁.
55. 1 2  Botti 1987，第199–201頁.
56. ↑  Arnold & Pyne 2001，第199頁.
57. ↑  Document 306.
58. 1 2  Divine 1993，第34頁.
59. 1 2  Baylis 2008，第438頁.
60. ↑  Lohr 1988.
61. ↑  Divine 1993，第73–74頁.
62. 1 2  Baylis 2008，第440頁.
63. ↑  Baylis 2008，第442頁.
64. ↑  Wynn 1997，第287頁.
65. 1 2 3 4  Botti 1987，第203頁.
66. ↑  Baylis 2008，第441–442頁.
67. ↑  Baylis 2008，第439頁.
68. ↑  Moore 2010，第33頁.
69. 1 2  Botti 1987，第207–208頁.
70. 1 2  Botti 1987，第214頁.
71. ↑  Botti 1987，第215–219頁.
72. ↑  Botti 1987，第224–225頁.
73. ↑  Botti 1987，第224頁.
74. ↑  Botti 1987，第232–233頁.
75. ↑  Botti 1987，第234–236頁.
76. 1 2 3 4 5  1958年美英共同防御协定全文.
77. 1 2  Botti 1987，第238頁.
78. ↑  Ellwood 2014.
79. 1 2 3  Mills 2014，第3頁.
80. 1 2  Botti 1987，第236–237頁.
81. ↑  Lord Bach 2004.
82. ↑  Moore 2010，第84–85頁.
83. ↑  Jones 2017，第444頁.
84. ↑  Baylis 2008，第455–456頁.
85. ↑  Arnold & Pyne 2001，第202–205頁.
86. ↑  Macmillan 1971，第565頁.
87. ↑  Moore 2010，第88–89頁.
88. ↑  Moore 2010，第104–105頁.
89. ↑  SNIE-4-1-74.
90. ↑  Plesch 2006，第13頁.
91. 1 2  Downey 1987，第3, 10, 18頁.
92. ↑  Britain's Next Nuclear Era.
93. ↑  Stockpile Stewardship Plan: Second Annual Update (FY 1999).
94. 1 2  Botti 1987，第238–241頁.
95. ↑  Moore 2010，第114–115頁.
96. ↑  Moore 2010，第98–99頁.
97. ↑  UK Mounts First Underground Nuclear Test (UGT).
98. ↑  Baylis 2008，第462頁.
99. ↑  Wade 2008，第209頁.
100. ↑  Wade 2008，第210頁.
101. 1 2  mod-plutonium-account.
102. ↑  Additional Information Concerning Underground Nuclear Weapon Test of Reactor-Grade Plutonium.
103. 1 2  Ritchie 2015，第3頁.
104. ↑  Moore 2010，第35頁.
105. ↑  Ritchie 2015，第4頁.
106. ↑  Moore 2010，第197–199頁.
107. ↑  Ritchie 2015，第7頁.
108. 1 2  Moore 2010，第90頁.
109. ↑  Mills 2014，第5頁.
110. ↑  Dunne 2014.
111. ↑  Arnold & Pyne 2001，第215頁.
112. ↑  Baylis 2008，第461頁.
113. ↑  Treaties in Force.
114. ↑  Disarmament Documentation.
115. ↑  2014 amendment.
116. ↑  Norton-Taylor 2014.
117. ↑  Allison 2024.
118. ↑  U.S. Department of State 2024.
119. ↑  Townsend 2004.
120. ↑  Mills 2014，第10頁.

### 书目和期刊
- Arnold, Lorna; Pyne, Katherine. . Houndmills, Basingstoke, Hampshire ; New York: Palgrave. 2001. ISBN 978-0-230-59977-2. OCLC 753874620.
- Baylis, John. . Contemporary Record. Summer 1994, 8 (1): 159–164. ISSN 1361-9462.
- Baylis, John. . Oxford: Clarendon Press. 1995. ISBN 0-19-828012-2.
- Baylis, John. . The Journal of Strategic Studies. 2008-06, 31 (3): 425–466. ISSN 0140-2390. doi:10.1080/01402390802024726.
- Botti, Timothy J. . Contributions in Military Studies. New York: Greenwood Press. 1987. ISBN 978-0-313-25902-9. OCLC 464084495.
- Cathcart, Brian. . London: John Murray. 1995. ISBN 0-7195-5225-7. OCLC 31241690.
- Divine, Robert A. . Oxford: Oxford University Press. 1993  [2020-06-27]. ISBN 978-0-19-505008-0. OCLC 875485384.
- Downey, Gordon.  (PDF). London: Her Majesty's Stationery Office. 1987-06-29  [2020-06-27]. ISBN 978-0-10-202788-4. OCLC 655304084. （原始内容存档 (PDF)于2019-12-11）.
- Farmelo, Graham. . New York: Basic Books. 2013  [2020-06-27]. ISBN 978-0-465-02195-6. OCLC 858935268.
- Goldberg, Alfred. . International Affairs. 1964-07, 40 (3): 409–429. JSTOR 2610825. doi:10.2307/2610825.
- Gott, Richard. . International Affairs. 1963-04, 39 (2): 238–252. ISSN 0020-5850. JSTOR 2611300. doi:10.2307/2611300.
- Gowing, Margaret. . London: Macmillan. 1964. OCLC 3195209.
- Gowing, Margaret; Arnold, Lorna. . London: Macmillan. 1974a. ISBN 0-333-15781-8. OCLC 611555258.
- Gowing, Margaret; Arnold, Lorna. . London: Palgrave Macmillan. 1974b. ISBN 0-333-16695-7. OCLC 946341039.
- Hewlett, Richard G.; Anderson, Oscar E.  (PDF). University Park: Pennsylvania State University Press. 1962  [2020-06-27]. ISBN 0-520-07186-7. OCLC 637004643. （原始内容存档 (PDF)于2020-06-26）.
- Hewlett, Richard G.; Duncan, Francis.  (PDF). A History of the United States Atomic Energy Commission. University Park, Pennsylvania: Pennsylvania State University Press. 1969  [2020-06-27]. ISBN 0-520-07187-5. OCLC 3717478. （原始内容存档 (PDF)于2020-06-07）.
- Jones, Matthew. . The Official History of the UK Strategic Nuclear Deterrent. Abingdon, Oxfordshire: Routledge. 2017. ISBN 978-1-138-67493-6. OCLC 957683181.
- Macmillan, Harold. . London: Macmillan. 1971  [2020-06-27]. ISBN 978-0-333-10310-4. OCLC 198741.
- Moore, Richard. . Nuclear Weapons and International Security since 1945. Basingstoke, Hampshire: Palgrave Macmillan. 2010. ISBN 978-0-230-21775-1. OCLC 705646392.
- Paul, Septimus H. . Columbus, Ohio: Ohio State University Press. 2000. ISBN 978-0-8142-0852-6. OCLC 43615254.
- Wade, Troy E. II. . Mackby, Jenifer; Cornish, Paul  (编). . Washington, DC: Center for Strategic and International Studies Press. 2008: 200–211. ISBN 978-0-89206-530-1. OCLC 845346116.
- Wynn, Humphrey. . London: The Stationery Office. 1997. ISBN 0-11-772833-0.
- Young, Ken. . Journal of Cold War Studies. Spring 2007, 9 (2): 5–31. doi:10.1162/jcws.2007.9.2.5.
- Young, Ken. . Manchester: Manchester University Press. 2016. ISBN 978-0-7190-8675-5. OCLC 942707047.

### 研究报告、报纸和网页
- Mills, Claire.  (PDF) (报告). House of Commons Library. 2014-09-17  [2020-06-27]. （原始内容 (PDF)存档于2017-09-12）.
- Ritchie, Nick.  (PDF) (报告). Washington, DC: Federation of American Scientists. 2015-02  [2020-06-27]. （原始内容存档 (PDF)于2019-04-13）.
- . Office of the Historian, United States Department of State.   [2020-06-27]. （原始内容存档于2018-10-08）.
- Lohr, Steve. . The New York Times. 1988-01-02: 3  [2020-06-27]. （原始内容存档于2019-08-18）.
- Ellwood, Tobias. . Hansard. UK Parliament. 2014-11-24  [2020-06-27]. （原始内容存档于2017-09-04）.
- . US Department of Energy. 1994-06  [2020-06-28]. （原始内容存档于2020-06-21）.
- Dunne, Philip. . UK Parliament. 2014-10-21  [2020-06-28]. （原始内容存档于2019-11-02）.
- (PDF). Nuclear Threat Initiative.   [2020-06-28]. （原始内容存档 (PDF)于2019-09-12）.
- Lord Bach. . Hansard. UK Parliament. 2004-06-22  [2020-06-28]. （原始内容存档于2007-03-12）.
- (PDF) (报告). Special National Intelligence Estimate. CIA: 40. 1974-08-23  [2017-08-01]. SNIE 4-1-74. （原始内容 (PDF)存档于2017-08-01）.
- Plesch, Dan.  (PDF) (报告). Foreign Policy Centre: 13. 2006-03  [2020-06-28]. （原始内容存档 (PDF)于2006-06-21）.
- . Federation of American Scientists. 2006-12-07  [2020-06-28]. （原始内容存档于2016-06-04）.
- (PDF). United States Department of Energy. 1998-04  [2020-06-28]. （原始内容存档 (PDF)于2009-03-25）.
- Townsend, Mark. . The Guardian. 2004-10-11  [2020-06-28]. （原始内容存档于2020-01-05）.
- . Atomic Weapons Establishment.   [2008-01-18]. （原始内容存档于2008-01-18）.
- (PDF). UK Ministry of Defence. 2001-09-04  [2009-01-17]. （原始内容 (PDF)存档于2009-09-17）.
- Office of Treaty affairs.  (PDF). United States Department of State.   [2020-06-28]. （原始内容存档 (PDF)于2020-12-15）.
- . Acronym Institute.   [2020-06-28]. （原始内容存档于2018-07-25）.
- . Foreign and Commonwealth Office. 2014-10-16  [2020-06-28]. （原始内容存档于2019-09-19）.
- Norton-Taylor, Richard. . The Guardian. 2014-07-30  [2020-06-28]. （原始内容存档于2020-06-17）.
- Allison, George. . UK Defence Journal. 2024-09-03  [2025-02-08]. （原始内容存档于2024-09-12） （英语）.
- (新闻稿). United States Department of State. 2024-11-14  [2025-02-08] （英语）.